# Bañado de Ovanta
Bañado de Ovanta (ufficialmente Santa Rosa) è un comune di seconda categoria dell'Argentina, capoluogo del dipartimento di Santa Rosa; appartenente alla provincia di Catamarca, è situato nella parte sud-orientale della provincia.